# Леванон, Яков
Яков Леванон (Билянский; 1895, Корец — 1965, Иерусалим) — еврейский музыкант и композитор.

## Биография
Его отец Самуэл Билянски был из Новограда-Волынского. Яков Самойлович Билянски, позднее ставший известным под именем Леванон, учился в Консерватории Николаева на Украине. Участник Гражданской войны, служивший в Красной Армии, в 1919 году репатриируется в Эрец-Исраэль, где начинает преподавать и писать музыку. Его вклад включает музыку для оперетт, фильмов (например — первый ивритоязычный звуковой фильм «Земля» (zot hi ha’aretz) в 1935 году), партитуры, детские песни.
Яаков Леванон преподавал в арабских школах Иерусалима и был учителем муфтия Иерусалима Амина аль-Хусейни, сыгравшего в последующем страшную роль в течение Хевронской резни 1929 года.